# Langøytangen fyr
Der Leuchtturm Langøytangen fyr liegt ganz im Süden der norwegischen Insel  Langøya vor Langesund in der Kommune Bamble in der Telemark. Das Leuchtfeuer ging 1839 in Betrieb. Das heutige Bauwerk stammt aus dem Jahr 1939 und wurde 1990 automatisiert.
Im Wärterhaus des Leuchtturms ist ein Gästehaus eingerichtet, in dem man übernachten kann.